# Euro Neuro
«Euro Neuro» — пісня чорногорського співака Рамбо Амадеуса, з якою він представляв Чорногорію на пісенному конкурсі Євробачення 2012 в Баку. Композиція була виконана у першому півфіналі, однак за результатами голосування до фіналу не пройшла.